# Haroldiataenius griffini
Haroldiataenius griffini är en skalbaggsart som beskrevs av Cartwright 1974. Haroldiataenius griffini ingår i släktet Haroldiataenius och familjen Aphodiidae. Inga underarter finns listade i Catalogue of Life.